# Norske kocken
Norske kocken är ett matprogram som sänts av SVT med kocken och programledaren Lars Barmen.